# Ратахин, Николай Александрович
Никола́й Алекса́ндрович Ратахин (род. 1950) — советский и российский физик, специалист в области импульсной энергетики и физики экстремальных состояний вещества, доктор физико-математических наук (2000), академик РАН (2016).

## Биография
Родился 24 декабря 1950 года в с. Новотроицк Тулунского района Иркутской области.
В 1973 году — окончил физический факультет Новосибирского государственного университета.
Работает в Сибирском отделении с 1973 года, пройдя путь от стажёра-исследователя до директора Института сильноточной электроники СО РАН (с 2006 года).
Ведёт преподавательскую деятельность на кафедре физики плазмы Томского государственного университета, а с 2005 года — Томского политехнического университета (ТПУ), с 2006 года — заведующий кафедрой сильноточной электроники ТПУ.
В 2006 году — избран членом-корреспондентом РАН.
В 2016 году — избран академиком РАН.

## Научная деятельность
Основное направление научной деятельности — исследование эффективных методов компрессии электрической энергии и её преобразование в мощные потоки заряженных частиц и рентгеновское излучение в широком спектральном диапазоне.
Совместно с сотрудниками Физико-технического института имени А. Ф. Иоффе выполнил прямые измерения характеристик (ne, Te) плазмы (методом лазерного рассеяния) в сильноточных диодах со взрывной эмиссией электронов.
Под его руководством разработан ряд оригинальных наносекундных мегаамперных установок (СНОП-3, СГМ, МИГ) тераваттного диапазона мощности, по ряду параметров не имеющих аналогов, создана уникальная установка МИГ, в которой удачно совмещены практически все известные способы формирования мощных импульсов (электровзрывные и плазменные прерыватели тока, использование линейного импульсного трансформатора, техники водяных формирующих линий и т. п.), что позволило реализовать широкий набор электрических импульсов с высоким коэффициентом.
Член Объединённого учёного совета по физико-техническим наукам СО РАН, Межотраслевой конкурсной комиссии по фонду содействия развитию малых форм предприятий в научно-технической сфере.
Под его руководством защищены 3 кандидатские и 1 докторская диссертации.

## Основные труды[1]
- Установка МИГ — универсальный рентгеновский источник // Вопр. атом. науки и техники. 2001. Вып.3-4. С.3-4 (в соавт.)
- Дейтериевый лайнер и многопараметрическое исследование процесса формирования инверсного Z-пинча // Журн. техн. физики. 2002. Т.72, вып.9. С.29-37 (в соавт.)
- Precursor phenomenon in wire arrays: Model and experiment // Laser and particle beams. 2001. Vol.19. Р.443-449 (co-auth.)
- The astrophysical S-faktor dd-reaktions at keV-energy range // Kerntechnik. 2001. Vol.66, N 1-2. Р.42-46 (co-auth.)
- On the possibility of compression to materials multimegabar by megaampere currents with risetimes of tens of nanoseconds // Proc. of «MEGAGAUSS-9». 2005. P.116-118.

## Награды[2]
- Орден Почёта (Россия) (11 февраля 2023 года) — за заслуги в научной деятельности и многолетнюю добросовестную работу[3]
- Орден Трудового Красного Знамени (1990)
- Первая премия ОИЯИ (2001) — за работу «Исследование реакций между лёгкими ядрами в области ультранизких энергий с использованием лайнерной плазмы»[2]